# 塞繆爾·P·亨廷頓
塞缪尔·菲利普斯·亨廷顿（英語：Samuel Phillips Huntington；1927年4月18日—2008年12月24日），美国政治学家、顧問和学者，他在哈佛大学度過了半個多世紀，曾任國際事務中心主任，和艾伯特·J·韋瑟黑德三世一起擔任大學教授。
在吉米·卡特擔任美国总统期間，亨廷頓擔任白宮國安會的安全規劃協調員，在80年代的南非種族隔離時代，他還擔任當時南非总统彼得·威廉·波塔的國家安全部門顧問，与莫里斯·簡諾維茨一起成為20世纪晚期美國政军关系的先驱研究者。
亨廷頓最闻名于世的是他在1993年所寫的《文明衝突論》一書，用以解釋冷战後的世界格局，亨廷頓认为21世纪的戰爭將不會發生在國家之間，而會發生在文明之間。在這本著作裏，他認為伊斯兰极端主义將成為西方世界的最大威脅，為了遏抑伊斯蘭恐怖組織，亨廷頓不斷幫助美國重塑和諧的軍民關係，這種有利於增加政府威望的做法在美國國內受到廣泛讚譽。根據開放教學大綱的統計，亨廷頓的文章是美國政治学課程中被引用次數第二多的作者。
他在政治立場上較為親近民主黨，但在意識形態上屬於保守派中非常右翼的一員，近来他对移民问题的論調也广受美国社會的关注。
基於古典民主化理論，以工業革命造成民主化這種假設來擬訂促使共產國家之一的中國朝向民主化種種政策，至20世紀末21世紀初已經被實證為有其侷限性。

## 人物生平
亨廷頓于1927年在紐約市出生。他高中畢業後進入耶鲁大学，曾在美國陸軍中短暫服役。退役後在芝加哥大學获碩士學位，在哈佛大学获哲學博士学位。1950年起，亨廷頓在哈佛大學政治學系获得教職，直到他去世。1959年至1962年期間他曾出任哥倫比亞大學政治學系助理教授。2008年12月24日，亨廷頓逝世於麻薩諸塞州瑪莎葡萄園島。

## 主要作品
- 《军人与国家：军民关系的理论与政治》（1957年）。
- 《变化社会中的政治秩序》（1968年）。
- 《民主的危机：论民主国家的治理能力》（1975年），与米歇尔·克罗泽、绵贯让治合著。
- 《美国政治：对不和谐的承诺》（1981年）。
- 《第三波：20世纪后期民主化浪潮》（1991年）：指出从1974年葡萄牙康乃馨革命开始，就出现了第三波民主化潮流，描绘了一个包括欧洲60多个国家， 拉丁美洲，亚洲和非洲的全球趋势。 亨廷顿因为这本书赢得了1992年路易斯维尔大学的格文美尔大奖。
- 《文明的冲突与世界秩序的重建》（1996年）。
- 《我们是谁：对美国国家认同的挑战》（2004年）：亨廷顿的最后一本书。该书主要讨论了美国的国家认同问题，以及大规模拉丁裔移民对美国可能构成的文化威胁。亨廷顿警告说：“（拉丁裔移民）会将美国割裂为两种人、两种文化、两种语言”。

## 参阅相关
- 文明冲突论
- 学生約翰·米爾斯海默、法蘭西斯·福山